# Xavier Serrat i Crespo
Xavier Serrat i Crespo   (Barcelona, 1947 - 22 de març de 2025) va ser un actor i director teatral català. Era conegut per la seva aparició en sèries catalanes i espanyoles, especialment a La granja, on era el cap de família.

## Biografia
Va cursar estudis d'interpretació, art dramàtic i cant a la Universitat de Roma, amb Vittorio Gassman, i també a la Universitat de París. Va començar fent cinema infantil en català per les escoles, on privadament ensenyaven català. Al mateix temps, presentava festivals de cançó catalana. Els seus inicis a la televisió van ser a la TVE i TV3 amb telenovel·les en català, on feia un gran nombre de papers secundaris, gairebé sempre en comèdia.
La seva trajectòria passà pel Teatre-Cabaret La Cova del Drac i per la companyia de teatre La Cubana, fins que es féu més conegut del públic en general amb el personatge Joan, a La granja (1989-1992), la sèrie precursora del culebró televisiu català, que va estar present durant anys en el canal autonòmic català. Després va ser apartat de l'escena per col·locar en el pla invisible del doblatge. Més tard va ser rescatat per Ariel García Valdés i es revelà com un gran actor dramàtic. Va escriure, dirigir i interpretar l'obra de teatre Estem tots bojos (2005) i el musical Chicago, juntament amb Coco Comin o al Valle-Inclán l'obra de teatre Diàleg en re major (1993), amb l'actor Eusebio Poncela. Entre les seves darreres obres destacaven molts títols al Centro Dramático Nacional, d'Espanya.
En cinema mai no va fer un paper protagonista, però va participar en pel·lícules com La plaça del Diamant (1982), Los años bárbaros (1998), La gran vida (2000) o La caja 507 (2002). També va participar en l'adaptació del còmic de El Guerrero del Antifaz (2009), dirigida per Francesc Xavier Capell o Capa Negra (2018), dirigida per Jaume Najarro. El seu últim paper a la televisió va arribar amb la sèrie Lalola (2008-2009), on encarnava Fulgencio Aguirre Cañete, fins a la cancel·lació de la sèrie per falta d'audiència. Els últims anys, vivia a Rubí, encara que també residia a Madrid, per motius professionals.
Va fer aparicions esporàdiques a 7 vidas (1999), El Cor de la Ciutat (2000), Hospital Central (2002), Los Serrano (2003) i Cuéntame cómo pasó (2009).